# Osvaldo Miranda
Osvaldo Isaías Mathon Miranda, más conocido como Osvaldo Miranda (Buenos Aires, 3 de noviembre de 1915 - Buenos Aires, 20 de abril de 2011) fue un actor argentino de cine, teatro, radio y televisión con notable trayectoria como comediante. La banda musical pop Miranda! utilizó su segundo apellido para nombrar al grupo. También es conocido por ser un gran fan del Club Atlético Atlanta.

## Biografía
Nació en el barrio de Villa Crespo, de la ciudad de Buenos Aires. Hijo de españoles, quedó huérfano de padre a los 11 años haciéndose cargo del sustento familiar. Después de una fugaz incursión como cantante de tangos en el Café Terminal junto a Ángel Vargas, fue amigo de Homero Manzi, Aníbal Troilo, Ángel Magaña, Elías Alippi y Enrique Santos Discépolo, que fue su amigo entrañable y hermano del alma que murió en sus brazos en 1951.
Miranda inició su carrera en la revista porteña y en la comedia musical Rascacielos con María Esther Gamas y Mario Fortuna seguido por La canción de los barrios.
De 1936 a 1940 actuó en el Teatro Maipo, en varias ocasiones con Dringue Farías y Mario Fortuna.  Actuó en comedias a principios de los años 40". Su inicio como actor fue en "María Fandango". 
Casado con Amelia Sáez desde 1944 —a quien cariñosamente llamaba "Santa Amelia"— no tuvo hijos.
En 1956 formó rubro con Irma Córdoba y Enrique Serrano en Esta noche mato a mi mujer y en obras como La pequeña choza, Puedes llamarme papá, donde intervino Gloria Guzmán, Vivir al día, Mary Mary, Boeing-Boeing, con Ernesto Bianco, Bajo el árbol del amor, con Susana Freyre, Atilio Marinelli y Diana Ingro, 40 kilates, con Mirtha Legrand, La jaula de las locas, con Tincho Zabala, Hoy ensayo hoy, entre otras. 
Pionero de la televisión argentina junto a Blackie, Raúl Rossi, Nelly Prince y Guillermo Brizuela Méndez entre otros y participó en ciclos como Tropicana club, Mi marido y mi padrino, entre otras. En los años 60" y 70" renovó su popularidad como el padre de La nena con Marilina Ross y Joe Rígoli y "Mi cuñado", con Ernesto Bianco con autoría de Oscar Viale (años después en otra versión con Luis Brandoni y Ricardo Darín).
En cine participó en 37 películas iniciándose como extra en Los muchachos de antes no usaban gomina en 1936, de Manuel Romero junto a Florencio Parravicini (papel que el interpretaría en la remake de 1969), Mecha Ortiz, Santiago Arrieta y Hugo del Carril.
Su debut como actor propiamente dicho fue en Un señor mucamo dirigida por Enrique Discépolo con Tito Lusiardo, seguido por  Cándida millonaria con Niní Marshall, El viejo hucha con Enrique Muiño y El más infeliz del pueblo con Luis Sandrini donde también participaba Eva Duarte. Otras películas fueron  Yo conocí a esa mujer, La hija del Ministro, El retrato, Esposa último modelo (1950, junto a Mirtha Legrand), La pícara soñadora (1951, también con Legrand), entre otros. Tuvo una breve incursión en Hollywood adonde lo llevó Fernando Lamas.
Fue uno de los galanes de los años 40" y 50". En 1956 formó pareja con Lolita Torres actuando en dos películas, Novia para dos y Amor a primera vista, donde también participó Nelly Láinez.  Realizó sus últimos trabajos con el director Enrique Carreras en Un muchacho como yo con Palito Ortega y Los muchachos de antes no usaban gomina, en 1969 con Rodolfo Bebán y Susana Campos y once años después, Frutilla. 
Durante cuatro años desempeñó el cargo de presidente de la Asociación Argentina de Actores. 
Porteño de ley, en 1986 fue nombrado Ciudadano ilustre de la Ciudad de Buenos Aires.
Se retiró oficialmente de las tablas en 1986, aunque retornó en 1997 para una temporada de Hoy ensayo hoy con su antigua compañera de rubro Irma Córdoba.
En 1987 recibió el premio Cóndor de Plata a la trayectoria que entrega la Asociación de Cronistas Cinematográficos de la Argentina y es el máximo galardón del cine nacional.
En 2007 recibió el Premio Clarín a la trayectoria.
Era fanático del club de fútbol Atlanta de Villa Crespo, de las carreras de caballos, de la noche porteña y de Mar del Plata, ciudad donde veraneaba y actuaba en las comedias teatrales de la temporada. 
El 14 de abril de 2011, firmó el acta de ingreso como miembro honorario de la Junta Histórica de Villa Crespo.
El 20 de abril de 2011, a los noventa y cinco años de edad, se produce su fallecimiento en Buenos Aires, bajo la causa de paro cardiorrespiratorio no traumático. Por decisión de su familia, no hubo velatorio, su cuerpo fue cremado y sus cenizas depositadas junto a las de su esposa en el Panteón de la Asociación Argentina de Actores y Actrices del Cementerio de la Chacarita.
El Club Atlético Atlanta y la Junta Histórica de Villa Crespo instituyen conjuntamente el premio MIRANDA, dedicado a vecinos del barrio, hinchas del club y artistas destacados que reúnan los valores y tengan una conducta como la de Don Osvaldo Miranda.

## Trayectoria

### Teatro
- Sueño de una noche de verano en el Teatro Colón (1953)
- La mala reputación 1954
- Boing Boing
- La dama del Maxim
- Plaza Suite de Neil Simon
- Donde duermen dos, duermen tres
- La pequeña choza

### Cine
- Frutilla (1980)
- Los muchachos de antes no usaban gomina (1969)
- Un muchacho como yo (1968)
- Las pirañas (1967)
- La cigarra está que arde (1967)
- Escala musical(1966)
- Hotel alojamiento (1966)
- Convención de vagabundos (1965)
- Tres alcobas (1962)
- Del cuplé al tango (1959)
- Reportaje en el infierno (1959)
- De Londres llegó un tutor (1958)
- Novia para dos (1956)
- Amor a primera vista (1956)
- El honorable inquilino (1951)
- La pícara cenicienta (1951)
- El complejo de Felipe (1951)
- Concierto de bastón (1951)
- Esposa último modelo (1950)
- Cita en las estrellas (1949)
- Corrientes... calle de ensueños! (1949)
- La hostería del caballito blanco (1948)
- Navidad de los pobres (1947)
- El retrato (1947)
- Mi novia es un fantasma (1944)
- El sillón y la gran duquesa (1943)
- El fabricante de estrellas (1943)
- La hija del Ministro (1943)
- Historia de crímenes (1942)
- Mañana me suicido (1942)
- Secuestro sensacional!!! (1942)
- El viejo Hucha (1942)
- El profesor Cero (1942)
- Yo conocí a esa mujer (1942)
- Cándida millonaria (1941)
- El más infeliz del pueblo (1941)
- Un señor mucamo (1940)
- Los muchachos de antes no usaban gomina (1937)

### Televisión
- La comedia de bolsillo Canal 7
- Tropicana (5 años) Canal 7
- Mi marido y mi padrino Canal 7
- Telerrevista LR3TV por LR3TV Radio Belgrano. (1952)
- Ducilo en América (1964)
- La nena Canal 13
- Mi cuñado Canal 13

### Premios
- Premio Cóndor de Plata a la trayectoria
- Ciudadano ilustre de la Ciudad de Buenos Aires
- Premio San Javier
- Premio Santa Clara de Asís
- Cruz de Plata de Squiú
- Numerosos Premios de la Cámara del Senado
- Premio Homero Manzi
- Premio Konex de Platino
- 4 Premios Martín Fierro: por Tropicana, Mi marido y mi padrino, La nena y Mi cuñado.[cita requerida]
- Martín Fierro a la Trayectoria (junto a Niní Marshall)
- Premio Movimiento Familiar Cristiano
- 2 Premios Florencio Sánchez
- Premios Clarín Espectáculos 2007 - Trayectoria